# راه‌پیمایی برای عدالت ترکیه
راهپیمایی برای عدالت ترکیه راهپیمایی طولانی ۴۵۰ کیلومتری است که از آنکارا پایتخت ترکیه در ۱۵ ژوئن ۲۰۱۷ آغاز شد و تا استانبول در تاریخ ۹ ژوئیه ۲۰۱۷ پایان یافت. این راهپیمایی دراعتراض به دستگیریهایی گسترده‌ای که دولت ترکیه بعد از کودتای نافرجام ژوئیه ۲۰۱۶ بدان دست زده است انجام گرفت.

## زمینه
بعد از شکست کودتا در ژوئیه سال ۲۰۱۶ حزب عدالت و توسعه حاکم (AKP) در ترکیه وضعیت اضطراری و فوق‌العاده اعلام کرد. بعد از آن حداقل ۵۰۰۰۰ نفر بازداشت و ۱۴۰۰۰۰ نفر هم در تعدادی از مشاغل، به ویژه خدمات مدنی، نظامی، قضایی، دانشگاه‌ها و رسانه‌ها از کار برکنار شدند.

## راهپیمایی اعتراضی
راهپیمایی اعتراضی روز ۱۵ ژوئن از آنکارا شروع شد و بعد از پیمودن ۴۵۰ کیلومتر راه روز۹ ژوئیه در استانبول بآرامی به پایان رسید. در پایان معترضان در مقابل زندانی که انیس باربراوغلو در آن نگهداری می‌شود تجمع کردند و به سخنرانی کمال قلیچ داراوغلو گوش کردند.
این راهپیمایی توسط رهبر اپوزیسیون بنام کمال قلیچ داراوغلو ترتیب داده شده بود. او به حکم زندان طولانی مدت انیس بربراوغلو نماینده مجلس که متهم به افشای قاچاق سلاح به سوریه گردیده بود اعتراض داشت. در طول راهپیمایی قلیچ داراوغلو برای مردم دربارهٔ فشار دولت بر قوه قضاییه و زیرپا گذاشتن قانون سخنرانی کرد. راه‌پیمایان در طول مسیر سرود می‌خواندند و شعار می‌دادند «حق، قانون، عدالت». طرفداران کمال قلیچ داراوغلو آنرا با راهپیمایی نمک که به ابتکار گاندی در سال ۱۹۳۰ در هند علیه دولت بریتانیا ترتیب داده شده بود مقایسه کردند.

## واکنش مقامات ترکیه
رئیس جمهور ترکیه رجب طیب اردوغان اعلام کرد که راهپیمایی اعتراضی غیرقانونی است. در هنگام راهپیمایی نخست وزیر بن‌علی ییلدریم و رئیس جمهور رجب طیب اردوغان راهپیمایی را با کودتای ژوئیه ۲۰۱۶ مقایسه کردند و شرکت کنندگان و کمال قلیچ داراوغلو را متهم به حمایت از این کودتا نمودند. افسران پلیس امنیت راه‌پیمایان را بعهده داشتند و راهپیمایی با آرامش در استانبول بپایان رسید.

## انعکاس رسانه‌ها
رسانه‌ها این راهپیمایی را بزرگترین تظاهرات اعتراضی علیه دولت ترکیه و رجب طیب اردوغان از سال ۲۰۱۳ به اینطرف توصیف نمودند.

## کودتای نافرجام ترکیه
در روز ۲۰ ژوئیه ۲۰۱۶ دولت ترکیه اعلام کرد یک توطئه کودتا را کشف و خنثی کرده‌است. در اعلامیه گفته شده که در ۱۵ ژوئیه ۲۰۱۶ عاملان کودتای با تانک و هلیکوپتر رسانه ملی را تسخیر کرده و در پارلمان و چند نقطه مهم دیگر بمب کار گذاشته‌اند. کودتاگران تلاش کردند اردوغان را که در سفر تعطیلاتی به‌سر می‌برد دستگیر کنند که موفق نشدند و کودتا با ایستادگی نظامیان و افراد غیرنظامی وفادار به دولت شکست خورد. در جریان کودتا حداقل ۲۵۰ نفر از مأموران نظامی، پلیس و سایر مردم معمولی کشته شدند.

## جشن سالگرد کودتا
اولین سالگرد شکست کودتای نافرجام توسط دولت ترکیه در روز ۲۰ ژوئیه ۲۰۱۷ جشن گرفته شد.